# Пороховня (пам'ятка природи)
Пороховня́ — ботанічна пам'ятка природи місцевого значення в Україні. Розташована в межах  Дубенського району Рівненської області, на території колишньої Бугаївської сільської ради, при південній околиці Радивилова (неподалік від залізничної колії). 
Площа 1,9 га. Заснований рішенням облвиконкому № 33 від 28.02.1995 року. Перебуває у віднні Бугаївської сільської ради. 
Статус надано для збереження сфагнового болота в долирі річки Слонівка з наявністю рідкісних рослин. Із південної сторони з болотом межує сосновий ліс. Болото утворене у льодовиковий період. Охоронну зону пам'ятки природи становить луг площею 1,4 га.